# AIR-2 Genie

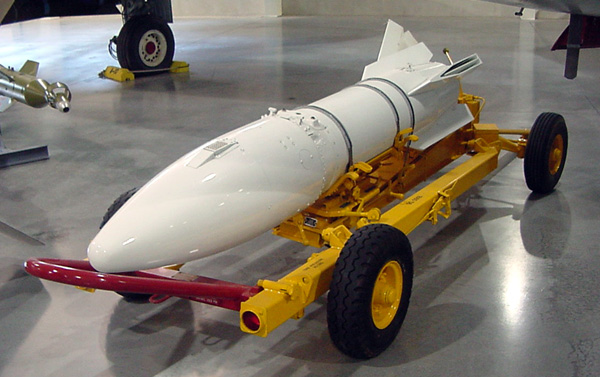
Inerte AIR-2 Genie in het Hill luchtvaartmuseum (Ogden, Utah).

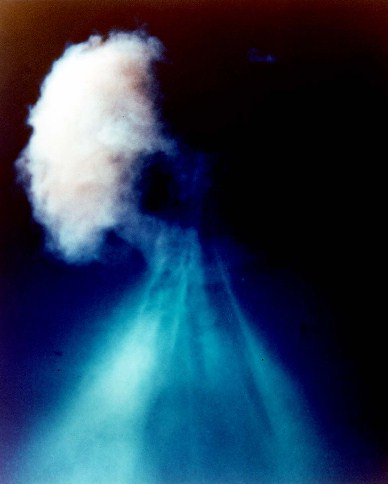
De ontploffing van de AIR-2 Genie tijdens Operatie Plumbbob.

De AIR-2 Genie of MB-1 was een Amerikaanse nucleaire ongeleide lucht-luchtraket ontwikkeld door de Douglas Aircraft Company. De raket was gebouwd om grote formaties bommenwerpers uit de Sovjet-Unie te onderscheppen en had een explosieve kracht van 1,5 kiloton TNT-equivalent. De ontwikkeling van de raket duurde van 1954 tot 1956, waarna in 1957 de ingebruikname volgde. Hierna werden meer dan 1000 raketten geproduceerd totdat de productie stopte in 1962.

## Plumbbob
Tijdens Operatie Plumbbob werd ook een test uitgevoerd met de AIR-2 Genie. Op 19 juli 1957 werd tijdens een test met de codenaam John een AIR-2 gelanceerd. Dit was de eerste en enige keer dat de raket daadwerkelijk tot ontploffing werd gebracht.

## Specificaties
- Producent: Douglas Aircraft Company
- Functie: Ongeleide nucleaire lucht-luchtraket
- Bereik: Ongeveer 9,5 km
- Topsnelheid: Mach 3
- Aandrijving: 1 Thiokol SR49-TC-1 (model TU-289) vastebrandstofmotor
  - Stuwkracht: 162 kN
- Lading: W-25 kernkop (kernsplijting) met een explosieve lading van 1,5 kiloton TNT-equivalent
- Massa bij lancering: 400 kg
- Lengte: 294 cm
- Schachtdiameter: 44 cm
- Spanwijdte vinnen: 102 cm
- Lanceerplatform:
  - F-89J Scorpion
  - F-101B Voodoo
  - F-106A Delta Dart

## Bron
- (en)  Boeing: History - Products - MB-1/AIR-2 Genie Missile